# 아바트 아임베토프
아바트 카이라툴리 아임베토프(카자흐어: Абат Қайратұлы Айымбетов, 1995년 8월 7일 ~ )는 튀르키예 클럽 아다나 데미르스포르와 카자흐스탄 국가대표팀에서 공격수로 활약하는 카자흐스탄의 프로 축구 선수이다.

## 구단 경력

### 악퇴베
아임베토프는 2012년 9월 26일, 아크자이크와의 경기에서 악퇴베 소속으로 카자흐스탄 프리미어리그 데뷔 전을 치렀다.

### 카이라트
2020년 1월 27일, 카이라트는 아임베토프와 1년 계약을 체결하고 1초 옵션을 제공한다고 발표했다.

### 크릴리야 소베토프
2021년 2월 21일, 크릴리야 소베토프는 아임베토프와의 계약을 발표했다. 2022년 1월 21일, 크릴리아 소베토프와의 계약은 상호 합의에 의해 종료되었다.

### 아스타나
2021년 4월 2일, 아스타나는 여름 이적 시장까지 크릴리야 소베토프로부터 아임베토프를 임대한다고 발표했다. 2021년 7월 13일, 아스타나로의 임대는 2021년 말까지 연장되었다. 2022년 1월, 아임베토프는 튀르키예에서 첫 프리시즌 훈련 캠프를 위해 아스타나로 돌아갔다.
2024년 2월 2일, 아스타나는 아임베토프를 방출하기로 발표했다.

### 아다나 데미르스포르
2024년 2월 5일, 쉬페르리그 클럽 아다나 데미르스포르는 아임베토프와 18개월 계약을 체결했다고 발표했다.

## 국가대표팀 경력
아임베토프는 2019년 6월 8일, 벨기에와의 UEFA 유로 2020 예선 전에서 막심 페딘을 대신해 66분에 교체 투입되어 카자흐스탄 국가대표팀에 데뷔했다.
그는 1년이 넘는 시간 후 UEFA 네이션스리그에서 벨라루스를 상대로 한 여덟 번째 선발전에서 첫 국제 경기 골을 넣었지만, 팀이 결국 2-1로 패배하는 것을 막지는 못했다.